# 鑿歯
鑿歯（さくし）は、中国に伝わる伝説上の怪物。寿華（じゅか）の野（古代中国南方の湿原地帯）に棲んでいたといわれる。

## 概要
長さ5、6尺の鑿（のみ）のように長い牙を持っている。寿華の地で次々に人を襲っていたが、堯の命を受けた羿（げい）によって退治された。
『山海経』の海外南経によると、闘いの際に鑿歯は盾と矛を持っていたともいう。

## 鑿歯人
郭璞による『山海経』海外南経の寿華の野に付けられている注によると、鑿歯人（さくしじん）と称される伝説上の人種がいたとされている。鑿歯人の歯は鑿のように長いという。『淮南子』に述べられている異国人物の記事「海外三十六国」中にもその名は見えるが詳細は不明である。